# Adré
Adré est une ville de la région est du Tchad, chef-lieu du département Assoungha. Ville stratégique à cause de sa position géographique, Adré est devenue un des pôles d'équilibre de la région du Ouaddaï. Les habitants de la ville s’appellent les Adrois.
Première grande ville frontalière à l'Est du Tchad avec le Soudan, la ville est fortement marquée par un rayonnement culturel typique de ces villes à cause de différentes influences culturelles qu'elle a subies depuis toujours. Adré est aussi la deuxième préfecture la plus peuplée de la région de l'Ouaddaï après Abéché, ville administrative dotée de tous les équipements d'une métropole régionale. 
Ville de tradition agricole, Adré est également bien positionnée dans l'élevage du bétail. Elle est aujourd'hui connue en tant que lieu de transit des  marchandises en provenance des pays du Golfe. En raison de cette spécificité, Adré est devenue parmi les villes les plus importantes de la région.

## Géographie

### Toponymie
Adré viendrait du mot adéré, en langue masalit, désignant un lac ou une mare (probablement en raison du lac se trouvant dans la ville).

### Situation
Adré se situe sur l'axe reliant Ndjamena et Abéché à Al-Genaïna au Soudan, c'est-à-dire la route longtemps empruntée par les pèlerins ou les commerçants tchadiens, soudanais, camerounais et nigérians.

### Population
En 1984, Issa Hassan Khayar décrit Adré comme « une petite ville de moins de 5 000 habitants ».
En 2009, lors du Deuxième recensement général de la population et de l'habitat (RGPH2), on a dénombré 40 366 personnes dans la sous-préfecture d'Adré.

## Administration
Liste des maires
- Taha Mahamat Ali Barka est le premier maire d'Adré
- Oumar Adam Awad
- Oumar Adam Ahmadaï coq
- Ahmadaï Seid Oumar Adam.